# Neoptolemos
Neoptolemos (altgriechisch Νεοπτόλεμος Neoptólemos), wegen seiner roten Haare auch Pyrrhos (Πύῤῥος Pýrrhos) genannt, ist eine Gestalt aus der Griechischen Mythologie, genauer des Sagenkreises um den Trojanischen Krieg. Er ist der Sohn des Achilleus und der Deidameia. Er wird seinem Vater sowohl im Aussehen als auch in der kriegerischen Leistungsfähigkeit als sehr ähnlich geschildert. Dessen eigenständiges Urteil geht ihm jedoch völlig ab.

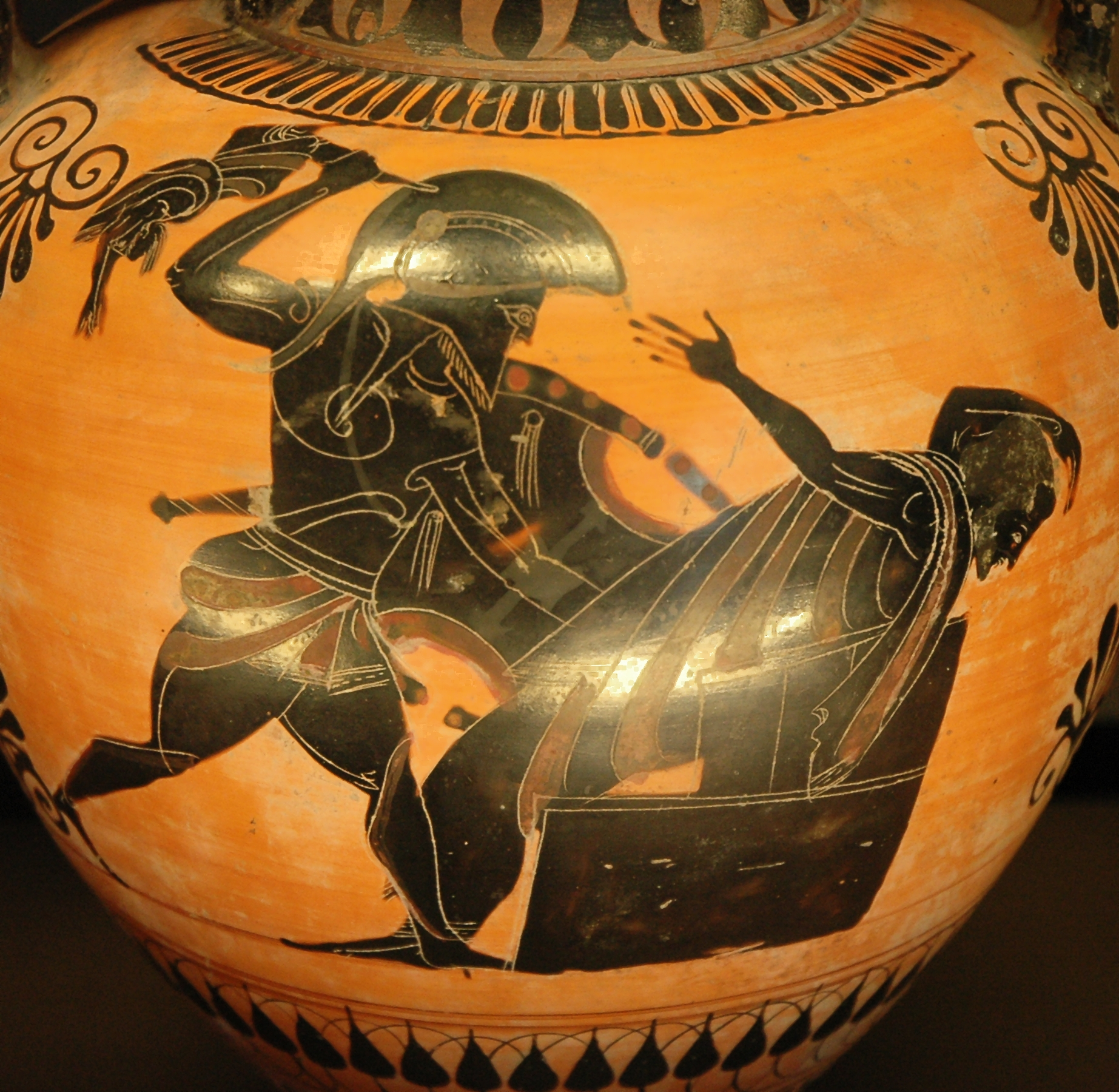
Neoptolemos tötet König Priamos mit dem Körper von Astyanax; attisch-schwarzfigurige Amphora, um 520/510 v. Chr.; Louvre, Paris.

Neoptolemos wächst auf der Insel Skyros heran, am Hof seines Großvaters Lykomedes. Auf Rat des Sehers Helenos holen ihn die Griechen nach dem Tod von Achilleus als dessen Ersatzmann vor die Mauern Trojas. Er hilft Odysseus oder Diomedes, den auf Lemnos ausgesetzten Philoktetes zu überzeugen, sich dem Griechenheer aufs Neue anzuschließen. Neoptolemos gehört zu den Helden, die sich im Inneren des Trojanischen Pferdes einschließen lassen. Bei der Eroberung Trojas tötet er den alten König Priamos am Altar des Zeus.
Als Kriegsbeute erhält er Andromache, die Witwe Hektors. Im Traum erscheint ihm der Geist seines gefallenen Vaters, der ihn bittet, ihm den wertvollsten Teil der Beute zum Opfer zu bringen. Die Wahl der Griechen fällt auf Polyxena, die Tochter des Priamos, die in ihre Opferung nicht einwilligt und sich am Grab des Achilleus selbst ersticht. Dennoch senden die Götter den Griechen günstigen Fahrtwind.
Neoptolemos’ Schicksal nach seiner Abfahrt aus Troja wird von den Quellen verschieden dargestellt. Nach einer Version gelangt er ohne Zwischenfälle nach Phthia in Thessalien, wo er als Nachfolger seines Vaters die Herrschaft antritt. Laut anderen Quellen kommt er nach Epirus und herrscht dort einige Zeit. Er entführt Lanassa, die Enkelin oder Urenkelin des Herakles, aus dem Zeustempel zu Dodona und zeugt mit ihr acht Kinder. Seine Nachkommen herrschen noch lange in Epirus, und Olympias, die Mutter Alexanders des Großen, soll von ihm abstammen.
Es gibt zwei Versionen, wie Neoptolemos zu Tode kam: Entweder soll er von Orestes erschlagen worden sein, da er sich an dessen Verlobter Hermione vergehen wollte. Oder er soll nach einem Frevel gegen Apollon von Apollon-Priestern getötet worden sein. Des Weiteren ist nachzulesen, dass Hermione im Trojanischen Krieg von ihrem Vater Menelaos dem Neoptolemos versprochen wurde und ihn heiraten musste.
Am Ende der heiligen Straße vom Orakel von Delphi hatte Neoptolemos ein kleines Temenos, in dem sein Grab zu finden war.